# Бронепалубные крейсера типа «Нью-Орлеан»
Бронепалубные крейсера типа «Нью-Орлеан» — тип крейсеров американского флота. Изначально были заказаны бразильским флотом как тип «Альмиранте Баррозо», в ходе испано-американской войны были перекуплены США на стадии достройки. Всего построено 2 единицы: «Нью-Орлеан» (англ. USS New Orlean) и «Олбани» (англ. USS Albany). Первоначально не получили номеров по американской буквенно-цифровой индексации.

## Проектирование

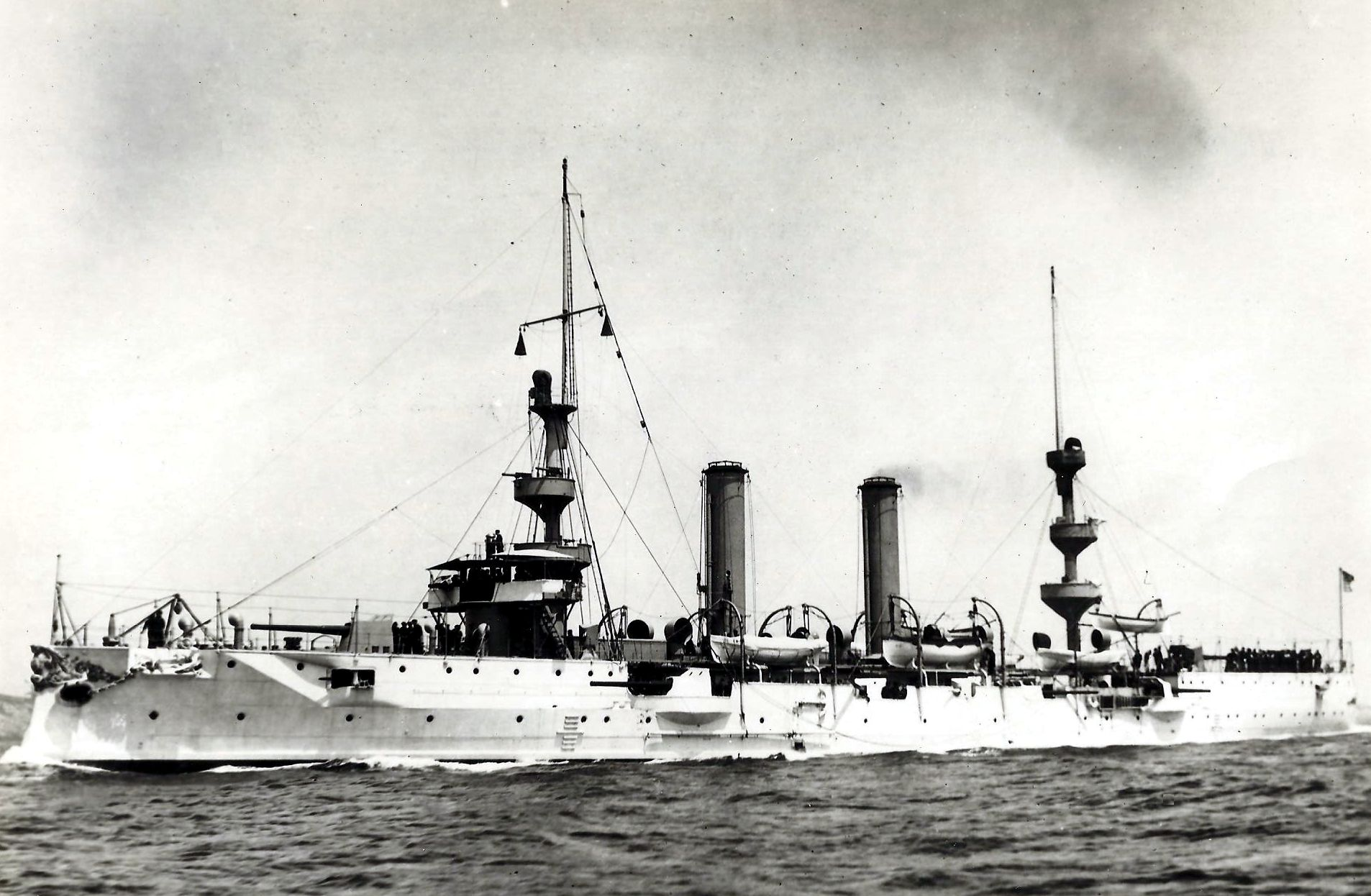
Бронепалубный крейсер «Олбани».

По своей конструкции корабли являлись типичными представителями «элсвикских» крейсеров второго поколения, ведущими свою родословную от построенного к 1889 году для итальянского флота «Пьемонте». Фирма «Армстронг» специализировалась на экспортных поставках небольших и недорогих крейсеров, вооружённых скорострельной артиллерией. Проект был разработан Филипом Уоттсом на базе построенного «Армстронгом» для флота Чили крейсера «Министро Сентено». Фактически, основным отличием типа «Альмиранте Баррозо» стала артиллерия. Если чилийский крейсер нёс однородную артиллерию главного калибра из 152-мм орудий, то для бразильских кораблей был принят смешанный калибр из 152-мм и 120-мм орудий.

## Конструкция

### Корпус
Корпус кораблей был сделан с полубаком и полуютом, с тараном в носу. Имелись две широко расставленные дымовые трубы и две лёгкие мачты-однодревки.

### Вооружение

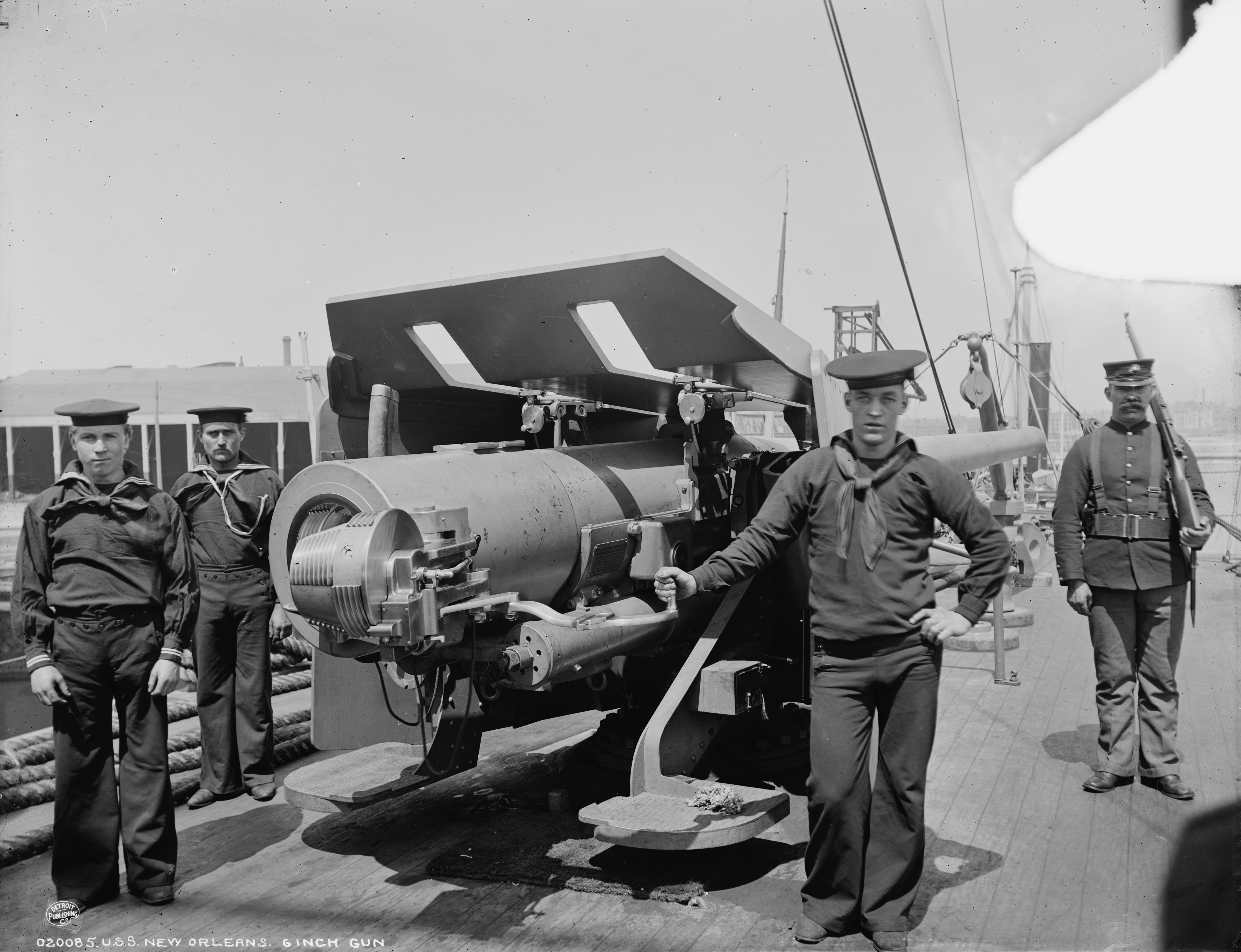
152-мм орудие крейсера «Нью-Орлеан».

Иностранное происхождение крейсеров привело к вооружению их нестандартными для флота США орудиями производства «Армстронга». 152-мм пушки Mark 5 имели длину 50 калибров и стреляли снарядами весом 45,3 кг с начальной скоростью 701 м/с. Дальнобойность при угле возвышения 30,8° достигала 16 000 м, скорострельность — до 6 выстрелов в минуту.
Второй калибр был представлен 120-мм орудиями Mark 3 с длиной ствола 50 калибров. Само орудие весило около 2,1 т, вес снаряда составлял 20,4 кгг, начальная скорость — 675 м/с. Дальнобойность орудия достигала 9050 м, при угле возвышения 20°.
В 1907 году оба крейсера были перевооружены на артиллерию американского производства. Вместо 152-мм и 120-мм орудий, установили десять 127-мм пушек Mark 5 с длиной ствола 50 калибров. Орудия могли стрелять лёгкими и тяжёлыми снарядами, массой 22,7 кг и 27,2 кг, начальная скорость снаряда составляла соответственно 914 м/с и 823 м/с. Дальность стрельбы для лёгкого снаряда составили 17 370 м, при угле возвышения 25,3°. Скорострельность колебалась в диапазоне 6 — 8 выстрелов в минуту.

## Служба
- «Нью-Орлеан» — заложен в 1895 году на верфи «Армстронг» (англ. Armstrong) в Элсвике, первоначально назывался «Амазонас», спущен на воду 4 декабря 1896 года, вошёл в строй 18 марта 1898 года. В 1907 году был перевооружён. Списан в 1922 году, в 1930 году продан на слом.

- «Олбани» — заложен в 1897 году на верфи «Армстронг» в Элсвике, первоначально назывался «Альмиранте Абреу», спущен на воду 14 января 1899 года, вошёл в строй 25 мая 1900 года. В 1907 году был перевооружён. Списан в 1922 году, в 1930 году продан на слом.[7].

## Оценка проекта
Хотя на испано-американскую войну успел лишь головной корабль проекта, крейсера типа «Нью-Орлеан» считались весьма выгодным приобретением, поскольку являлись одними из самых удачных бронепалубных крейсеров американского флота.